# Agía Triáda Megáron
Agía Triáda Megáron (Agia Triada Megaron) är en ort i Grekland.   Den ligger i prefekturen Nomarchía Dytikís Attikís och regionen Attika, i den sydöstra delen av landet, 28 km väster om huvudstaden Aten. Agía Triáda Megáron ligger 1 meter över havet och antalet invånare är 252.
Terrängen runt Agía Triáda Megáron är kuperad österut, men åt nordväst är den platt. Havet är nära Agía Triáda Megáron åt sydost. Runt Agía Triáda Megáron är det tätbefolkat, med 356 invånare per kvadratkilometer. Närmaste större samhälle är Keratsíni, 19,3 km öster om Agía Triáda Megáron. 